# بهترین‌ها ۳ (آلبوم کوئین)
«بهترین‌ها ۳» (به انگلیسی: Greatest Hits III) آلبومی از کوئین است که در سال ۱۹۹۹ میلادی منتشر شد.